# Goniurosaurus araneus
Goniurosaurus araneus é uma espécie de geconídeo noturno terrestre.
O nome desta espécie (araneus) vem do latim aranea  o que significa "aranha" em referência à suas pernas finas.
É endêmico do Vietnã, possui cerca de 20 centímetros e este réptil tem sua alimentação como base insetos e outros artrópodes de pequeno porte.